# Divisão N.º 18 (Alberta)
A Divisão N.º 18 é uma das dezenove divisões do censo da província canadense de Alberta, conforme definido pela Statistics Canada. A divisão está localizada no canto sudoeste da Região Norte de Alberta, e sua maior comunidade urbana é o município de Grande Cache.